# Peperomia majalis
Peperomia majalis är en pepparväxtart som beskrevs av William Trelease. Peperomia majalis ingår i släktet peperomior, och familjen pepparväxter. Inga underarter finns listade i Catalogue of Life.